# ATC (Lautsprecherhersteller)
ATC (Acoustic Transducer Company) ist ein britischer Hersteller von Audiotechnik mit Hauptsitz in Gloucestershire, Vereinigtes Königreich. ATC bedient sowohl den Heim- als auch den professionellen Audiomarkt. Zu den Produkten gehören Studiolautsprecher, Subwoofer und Audioverstärker.

## Geschichte
ATC wurde 1974 von Billy Woodman gegründet, einem australischen Ingenieur mit einem Hintergrund in Klavieraufführungen und Ingenieurwesen. Das Unternehmen konzentrierte sich zunächst auf die Herstellung leistungsstarker Lautsprecherchassis für professionelle Audiotechnikanwendungen. Eines der ersten bedeutenden Produkte war der 12-Zoll-Treiber PA75-314, der für seine hohe Belastbarkeit und niedrigen Verzerrungswerte bekannt wurde.
Im Jahr 1976 entwickelte ATC den SM75-150s, einen Soft-Dome-Mitteltöner, der für seine hohe Bandbreite und gleichmäßige Abstrahlung bekannt wurde und in professionellen Tonstudios an Beliebtheit gewann. In den 1980er-Jahren erweiterte das Unternehmen seine Produktpalette um komplette Lautsprechersysteme und entwickelte aktive Monitore mit integrierten Verstärkern und Frequenzweichen. Diese Produkte wurden unter anderem von Musikern und Rundfunkanstalten verwendet.
Mitte der 1990er-Jahre führte ATC eigenständige Audiokomponenten für den Hi-Fi-Bereich ein, darunter den Vorverstärker SCA2 und die Endstufe SPA2-150. Ende der 1990er folgte die Entwicklung der Super-Linear-(SL)-Technologie, die harmonische Verzerrungen in Lautsprechertreibern reduzieren sollte.

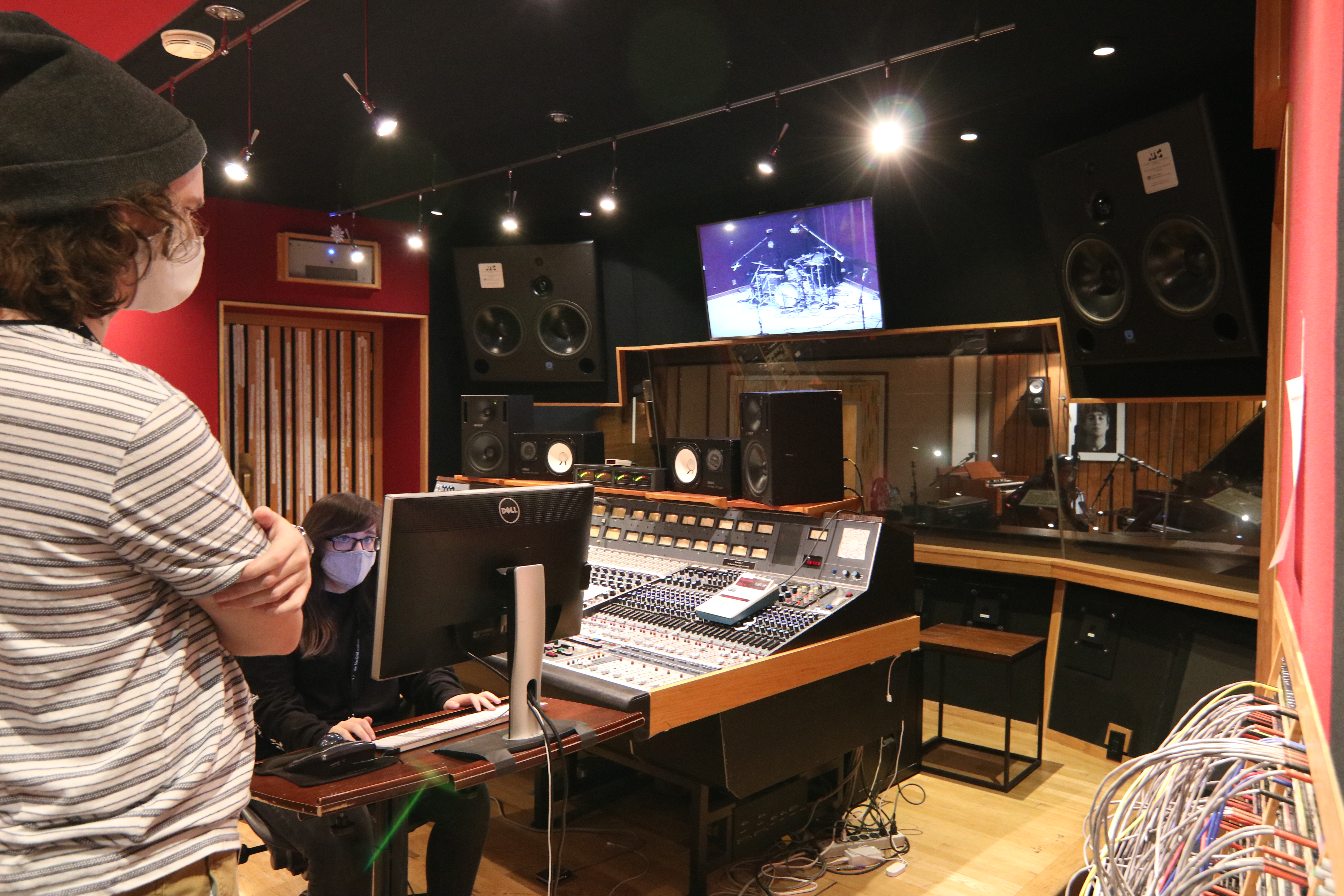
Blackbird Studio, USA. Im Hintergrund sind großformatige ATC SCM300ASL Main-Monitore zu sehen – Phil Madeira, Nov. 16-18, 2021 - The Blackbird Academy

Nach dem Tod des Firmengründers Billy Woodman im Jahr 2022 übernahm sein Sohn Will Woodman die Leitung des Unternehmens. Stand 2025 befindet sich ATC weiterhin im Familienbesitz und stellt Lautsprecher sowie verwandte Audioprodukte für den professionellen und privaten Markt her.

## Zeitachse
- 1974: Gründung von ATC durch Billy Woodman zur Herstellung von Lautsprecherchassis für den professionellen Audiomarkt.[1]
- 1976: Entwicklung des SM75-150s Soft-Dome-Mitteltöners.[3]
- 1980er Jahre: Einführung kompletter Lautsprechersysteme und aktiver Monitore.[4]
- 1996: Einführung der ersten eigenständigen Hi-Fi-Audiokomponenten, darunter der Vorverstärker SCA2.[5]
- Ende 1990er Jahre: Einführung der Super-Linear-(SL)-Technologie.[6]
- 2022: Billy Woodman verstirbt; sein Sohn Will Woodman übernimmt die Geschäftsführung.[7]
- 2025: ATC feiert über fünf Jahrzehnte im Audiobereich.[1]

## Beispiele für Anwendungen
- Abbey Road Studios, London, Vereinigtes Königreich.
- Skywalker Sound, Kalifornien, Vereinigte Staaten.
- Deutsche Grammophon, Mastering Studios, Berlin, Deutschland.